# Fernando Lemos
Fernando Lemos, de seu nome verdadeiro José Fernandes de Lemos GOIH (Lisboa, 3 de maio de 1926-17 de dezembro de 2019), foi um pintor, artista gráfico e fotógrafo luso-brasileiro.
Pertence à terceira geração de artistas modernistas portugueses. Fixou residência no Brasil em 1953 e adquiriu nacionalidade brasileira alguns anos mais tarde. Desenvolveu uma atividade multifacetada, dedicando-se em particular às artes plásticas (pintura, desenho, fotografia) e ao design (gráfico e industrial), mas também à escrita, ao ensino etc.

## Biografia / Obra

Intimidade dos Armazéns do Chiado, 1952, fotografia p/b, 57,5 x 57,5 cm

Estudou na Escola de Artes Decorativas António Arroio e frequentou o curso livre de pintura da Sociedade Nacional de Belas Artes, Lisboa. Definiu-se inicialmente como surrealista, pintando, desenhando, escrevendo poesia e fotografando.
Em 1949 comprou uma máquina fotográfica Flexaret e começou a trabalhar a fotografia recorrendo a processos muito utilizados na fotografia surrealista (solarização, sobreposições, impressões em negativo e positivo) construindo uma linguagem de fragmentação da imagem a que não será estranho o exemplo de autores como Man Ray.
Em 1952 expõe, com Marcelino Vespeira e Fernando Azevedo, na Casa Jalco, Lisboa. "Nessa mostra, para além de 22 guaches, 28 desenhos, 20 pinturas a óleo caracterizadas pela exploração do registo abstrato e pela conjugação dinâmica de formas orgânicas e angulosas" apresentava um conjunto de retratos em que utilizava a fotografia manipulada para revelar aspetos característicos das personalidades retratadas, bem como uma série de composições encenadas, enigmáticas, pontuadas por manequins de montra, e onde utilizava efeitos peculiares de iluminação, técnicas de solarização e sobreposição de imagens (veja-se, por exemplo, Intimidade dos Armazéns do Chiado, 1952). Dado o seu caráter surpreendente, "compreende-se que estas imagens insólitas tenham fascinado o meio cultural português".

Série 1, Nº 8, 1960, Nanquim sobre papel, 100 x 70 cm

Em 1952 dirige, com José-Augusto França, a Galeria de Março. Irá abandonar a fotografia e, no ano seguinte, a sua postura de oposição ao regime salazarista leva-o a abandonar Portugal e fixar residência em São Paulo, Brasil, naturalizando-se brasileiro alguns anos mais tarde. Em 1953, parte de suas fotografias é exposta no Museu de Arte Moderna de São Paulo (MAM/SP) e no Museu de Arte Moderna do Rio de Janeiro (MAM/RJ). Ao longo dos anos de 1950 dedica-se ao desenho, que expõe, por exemplo, na Galeria de Março (1954); vence o Prémio Nacional Brasileiro na Bienal de S. Paulo de 1957. Trabalha em artes plásticas, publicidade, design gráfico e industrial.
Em 1959 participa na Exposição 50 Artistas Independentes (SNBA, Lisboa) e, em 1961, na II Exposição de Artes Plásticas da Fundação Calouste Gulbenkian, FIL, Lisboa, onde expõe 4 desenhos (entre os quais Série 1, Nº 8, 1960) que "rompem ou alargam os limites tradicionais do desenho ocidental" e onde os signos cuneiformes presentes nos seus desenhos anteriores entram  em relação espacial, "vindo a assumir nela uma situação gramatical complexa e orgânica". Em 1962 recebe uma bolsa de estudos para o Japão, patrocinada pela Fundação Calouste Gulbenkian. Em 1973 participa na Exposição Inaugural Colectiva da Galeria Quadrum e, no mesmo ano, expõe pintura na Galeria Dinastia.

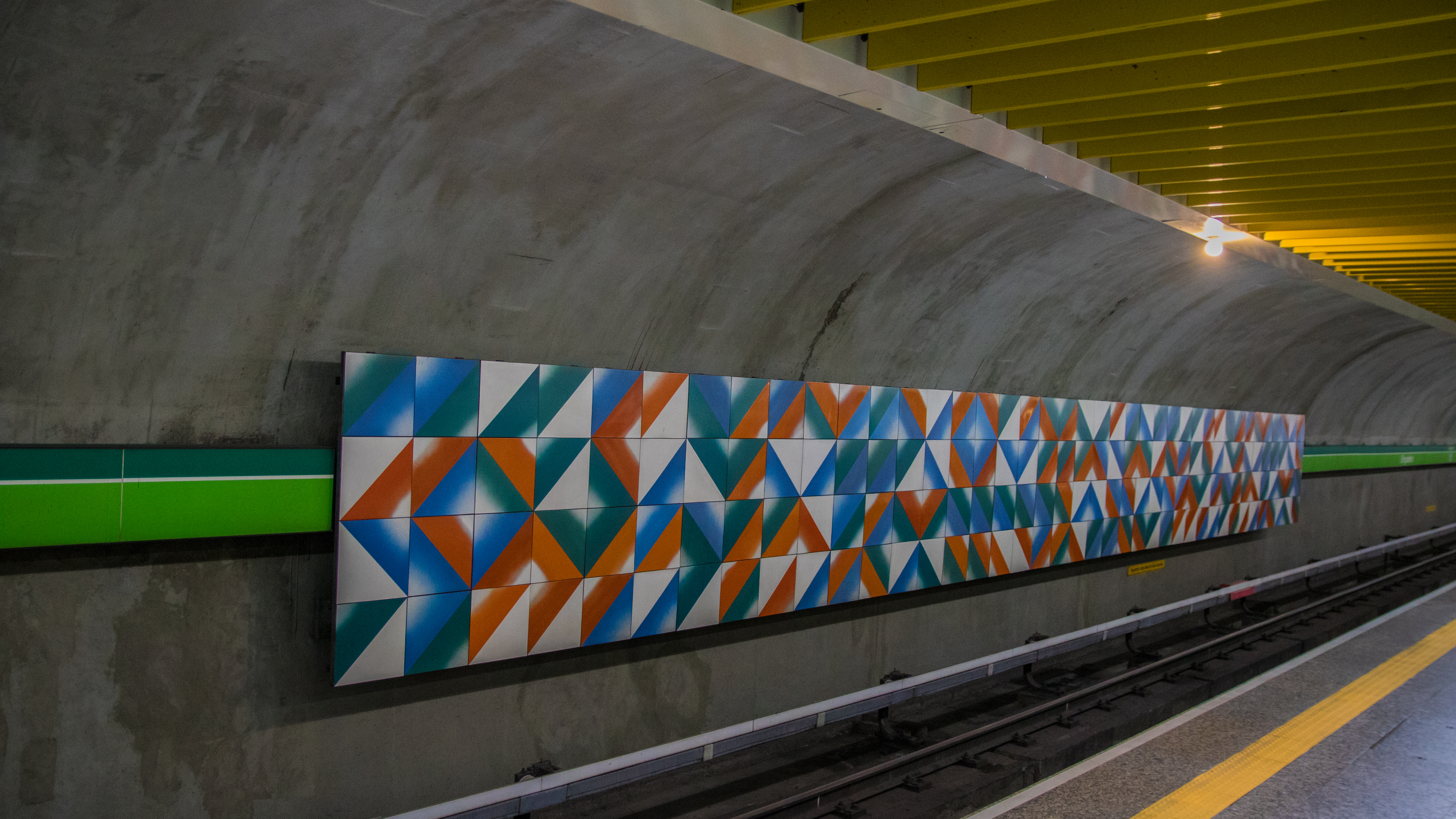
Des-Aceleração (1991), lajotas cerâmicas de 50 x 50 cm pintadas à revolver, formado um painel de 20 m x 2 x. Exposta na Estação Brigadeiro do Metropolitano de São Paulo.

Ao longo da década de 1960 opta, na sua produção pictórica, por princípios de composição plástica que o conduzem à "afirmação de um abstracionismo concreto, definido pela presença e sobreposição de formas negras [...] , que muito se distinguiu das referências visuais e das atmosferas surrealizantes que pautaram as suas primeiras obras".
Da sua atividade enquanto poeta e escritor assinale-se a sua participação, entre 1955 e 1975, na redação do jornal Portugal Democrático – uma publicação criada por exilados políticos portugueses no Brasil –, a sua colaboração na revista Colóquio/Artes (desde 1971) e a publicação do livro de poesia Cá & Lá (Imprensa Nacional, Lisboa, 1985).
Da sua atividade profissional podem ainda destacar-se: a decoração de pavilhões da representação brasileira em feiras internacionais (Nova Iorque, 1957; Tóquio, 1963); a atividade docente na Faculdade de Arquitetura e Urbanismo da Universidade de S. Paulo; a presidência da Associação Brasileira de Design Industrial; a criação, em 1963, de uma editora de literatura infantil (Giroflé).
Em 1994 expôs individualmente no Centro de Arte Moderna, Fundação Calouste Gulbenkian, Lisboa. Venceu o Prémio Anual de Fotografia do Centro Português de Fotografia, Porto, 2001. A 5 de abril de 2004, foi agraciado com o grau de Comendador da Ordem do Infante D. Henrique. Foi-lhe atribuído o Prémio 2016 da Crítica em Artes Visuais da APCA (Associação Paulista de Críticos de Arte). A 6 de junho de 2018, foi elevado ao grau de Grande-Oficial da Ordem do Infante D. Henrique.